# Alyssum pogonocarpum
Alyssum pogonocarpum là một loài thực vật có hoa trong họ Cải. Loài này được Carlström mô tả khoa học đầu tiên năm 1984.